# Emerson Pereira
Emerson Pereira da Silva (21 de agosto de 1973,  São Paulo, Brasil) es un exfutbolista y director técnico brasileño.  

## Trayectoria
Durante su época como futbolista profesional se desempeñó como mediocampista de quite con proyección. La mayor parte de su carrera la realizó en su natal Brasil y en Chile, destacando sus pasos por São Paulo (donde ganó la Copa Conmebol 1994), Colo-Colo y Unión Española.
Sus mejores años los hizo en Colo-Colo entre 1996 y 1998, consiguiendo campeonatos nacionales y llegando a semifinales de la Supercopa Sudamericana (1996 y 1997) y de la Copa Libertadores 1997. En 2000 fue fichado por Corinthians para reemplazar a Vampeta, pero no colmó las expectativas.

## Clubes

### Como jugador
| Club           | País   | Año       |
| -------------- | ------ | --------- |
| São Paulo      | Brasil | 1993-1995 |
| Colo-Colo      | Chile  | 1996-1998 |
| Perugia Calcio | Italia | 1998-1999 |
| Colo-Colo      | Chile  | 1999-2000 |
| Corinthians    | Brasil | 2000-2001 |
| Juventude      | Brasil | 2002-2003 |
| Unión Española | Chile  | 2003      |
| Monterrey      | México | 2004      |
| Unión Española | Chile  | 2004-2006 |

### Como entrenador
| Club                       | País           | Año       |
| -------------------------- | -------------- | --------- |
| Jacuipense                 | Brasil         | 2013-2014 |
| São Paulo (Sub-13)         | Brasil         | 2014      |
| Livepool FC (Sub-13/16)    | Estados Unidos | 2015-2016 |
| Shandong Luneng (Sub-17)   | Brasil         | 2017-2018 |
| Desportivo Brasil (Sub-15) | Brasil         | 2017-2018 |
| Corinthians (Sub-14)       | Brasil         | 2019      |
| Chiangrai United FC        | Tailandia      | 2019      |
| Chiangrai United FC        | Tailandia      | 2020-2022 |
| Nongbua Pitchaya FC        | Tailandia      | 2022-2023 |
| Tailandia (Sub-20)         | Tailandia      | 2024-     |

## Palmarés

### Campeonatos nacionales
| Título              | Club        | Países | Año    |
| ------------------- | ----------- | ------ | ------ |
| Primera División    | Colo-Colo   | Chile  | 1996   |
| Copa Chile          | Colo-Colo   | Chile  | 1996   |
| Primera División    | Colo-Colo   | Chile  | 1997-C |
| Primera División    | Colo-Colo   | Chile  | 1998   |
| Campeonato Paulista | Corinthians | Brasil | 2001   |

### Campeonatos internacionales
| Título        | Club      | Países | Año  |
| ------------- | --------- | ------ | ---- |
| Copa Conmebol | São Paulo | Brasil | 1994 |